# Пшемыское размышление

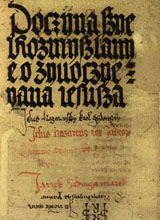
Титульная страница Пшемыского размышления.

Пшемыское размышление (пол. Rozmyślanie przemyskie, точнее Rozmyślanie o żywocie Pana Jezusa «Размышление о житии Господа Иисуса») — польское средневековое апокрифическое произведение, датированное серединой XV века, описывающее жизнь Иисуса, Марии и Иосифа. До нас дошла только списанная ок. 1500 года анонимная копия оригинальных «Пшемыских размышлений». Насчитывает 426 листов (852 страницы), не хватает начала, конца и нескольких листов из середины. Сложно точно определить, сколько глав пропало. Название текста происходит от грекокатолического капитула в Пшемысле, где хранилась копия рукописи, относящаяся к началу XVI в.

## Содержание произведения
Произведение делится на три книги, каждая из которых делится на главы, названные чтениями. Сохранившиеся книги не одинаковы по объёму — первая содержит 33 чтения, вторая — 111, а третья — 405 чтений. Произведение содержит много чудесных событий, в нём появляются многочисленные сверхъестественные создания (ангелы, Сатана и др.), пророческие сны и предзнаменования. В одном из прологов анонимный автор оговаривает, что хотя многих из описанных им событий нельзя найти в Библии, они, так же, как и она, были на самом деле.
- Первая книга рассказывает о жизни Марии от предсказания её рождения и её непорочного зачатия, детства и воспитания в святилище до брака с Иосифом. Согласно Размышлению, этот брак был результатом божьего промысла – Мария, будучи девушкой, решила дать обет безбрачия с единственным исключением – её мужем мог стать только юноша, который бы вошёл в святилище с розгой, а эта розга бы расцвела и на неё сел голубь. Чудо исполнилось, когда в святилище вошёл Иосиф, который стал мужем Марии. Однако супруги обещали хранить целомудрие в браке.
- Вторая книга рассказывает о предсказании рождения, рождении и детстве Иисуса, а также о чудесах, которые он творил в это время (оживил глиняных птичек, которых должны были разбить, восстановил разбитый кувшин, воскресил погибшего во время игры ребёнка, повесил сосуд с водой на солнечном луче).
- Третья книга описывает общественную деятельность Иисуса, его учение и чудеса, в основном, согласно тому, как они были представлены в четырёх Евангелиях. Сохранившаяся часть «Размышления» заканчивается после ареста Иисуса и его беседы с Понтием Пилатом.